# Maria de Barros
Maria de Barros (sinh ngày 3 tháng 2 năm 1961 tại Dakar, Sénégal) là một ca sĩ gắn liền với Cape Verde, vùng đất của cha mẹ cô. Lớn lên ở Nouakchott, Mauritania, cô chuyển đến Hoa Kỳ năm 11 tuổi, sống ở Providence, Rhode Island khi còn trẻ với bốn anh chị em của mình và kết nối chặt chẽ hơn với di sản của cô trong cộng đồng Cabo Verde địa phương. Cô đã kết hôn với Mel Wilson Jr., một tay bass với Toots và Maytals.
Cô coi Cesária Évora là mẹ đỡ đầu và là nguồn cảm hứng. Do đó, âm nhạc của cô có ảnh hưởng Morna, nhưng cô cũng có ảnh hưởng Latin hoặc salsa.
Ngoài Évora, cô còn là fan của Stevie Wonder, Whitney Houston, Willy Chirino và Sting. Cô cũng thông thạo và đã thu âm các bài hát bằng nhiều ngôn ngữ, bao gồm tiếng Bồ Đào Nha và Cape Verdean Creole (Kriolu), tiếng Pháp, tiếng Tây Ban Nha, tiếng Đức và tiếng Anh.
Cô đã đi lưu diễn ở châu Âu, vào năm 2008. Mùa hè năm đó, cô cũng biểu diễn ở Princeton, Petronello Gardens của New Jersey.

## Giải thưởng
- Đề cử năm 2004 của Tạp chí Essence là Gương mặt của Âm nhạc Thế giới trong số ra tháng 6 năm 2004 [2]
- Nghệ sĩ Cape Verde năm 2005 tại Hoa Kỳ [2]
- Giải thưởng Miriam Makeba năm 2006 , Xuất sắc trong âm nhạc [2]
- Bằng khen văn hóa năm 2008 , được trao bởi Bộ Văn hóa tại Cape Verde [2]
- Giải thưởng Lunas del Auditório năm 2008, được đề cử ở hạng mục Melhor Concerto de World Music (Hòa nhạc âm nhạc thế giới hay nhất).[3]
- Bài hát Reggadera 2009 nổi bật trong chương trình HBO Entourage [2]
- Đề cử năm 2010 bởi NAACP Image Awards cho Morabeza, cho Album nhạc thế giới xuất sắc [2]
- Giải thưởng âm nhạc Cabo Verde 2011 , cho Morna / Coladeira hay nhất, cho "Reggadera" [2]
- Bốn đề cử năm 2011 do Cabo Verde Music Awards của album Morabeza, cho (1) Album truyền thống hay nhất; (2) Ca sĩ nữ xuất sắc nhất; (3) Trình diễn hay nhất; và (4) Coladeira tốt nhất [2]
- 2013 Prix Special de la Francophonie, bởi Francophonie Chapter tại Washington, DC [2]